# Lepidoscia punctiferella
Lepidoscia punctiferella är en fjärilsart som beskrevs av Walker 1863. Lepidoscia punctiferella ingår i släktet Lepidoscia och familjen säckspinnare. Inga underarter finns listade i Catalogue of Life.